# ISO 9660
ISO 9660 è uno standard pubblicato dall'Organizzazione internazionale per la normazione e definisce un tipo di file system per supporti CD-ROM. Il suo scopo è di supportare l'interscambio di dati fra sistemi operativi diversi, come Unix, Windows e Mac OS.
Il formato Joliet è un'estensione di ISO 9660: aggiunge il supporto ai nomi di file lunghi e ai set di caratteri non ASCII.
Il file system ISO 9660 può essere usato anche per i supporti DVD-ROM, anche se in questo caso il file system UDF risulta più appropriato in quanto supporta meglio dischi di grosse dimensioni e si presta maggiormente alle esigenze dei sistemi operativi moderni.

## Storia
Un CD-ROM può essere scritto con qualsiasi filesystem: per esempio Sun Microsystems usa il Berkeley UNIX UFS file system su molti CD-ROM, Silicon Graphics usa EFS per i dischi di installazione di IRIX e Mac OS usa HFS Plus.
Questo restringe l'utilizzo dei supporti agli specifici ambienti operativi dei suoi produttori, il che può considerarsi un beneficio per la distribuzione di software dedicato alle rispettive piattaforme, ma non è appropriato per la distribuzione di dati su larga scala. Da qui è nata la necessità di un formato che potesse essere accessibile ai diversi sistemi e apparecchi che erano nati.
In virtù di questo, precedentemente alcuni usavano su CD-ROM un formato standard chiamato High Sierra Format (HSF). Esso organizza le informazioni sui file addensandoli sequenzialmente in una sezione, allo scopo di minimizzare gli accessi non sequenziali. Il file system HSF organizza il file system in una struttura gerarchica ad albero (otto livelli di profondità per le directory), simile a UNIX ed al file system FAT. High Sierra Format possiede un ristretto set di attributi per i file (directory o file e data di creazione) e di attributi per i nomi (nome, estensione e versione). I progettisti infatti si resero conto che non si sarebbe mai riusciti a trovare una definizione univoca ed unificata degli attributi dei file, così decisero di applicare un minimo comune di informazioni, definendo per ogni file un'area per eventuali future estensioni (system user area).
Dopo alcune modifiche, nel dicembre 1986 HSF fu adottato come standard internazionale da ECMA International come ECMA-119 e sottoposto al rapido vaglio della International Organization for Standardization, dove fu accettato come ISO 9660:1908. Attualmente il file system 9660 è largamente usato da tutta l'industria elettronìca.

## Specifiche di un CD-ROM
Nel formato CD la più piccola unità di allocazione è chiamata "frame" e contiene 24 byte. I dati in un CD-ROM sono organizzati in frame e settori. Un settore è formato da 98 frame e contiene 2352 byte.
Lo standard definito come CD-ROM Mode 1 viene comunemente utilizzato per l'immagazzinamento di dati per computer. Esso suddivide i 2352 byte di un settore (standard definito nel Red Book) in: 12 byte per le informazioni di sincronizzazione, 4 byte per i dati di intestazione, 2048 byte di dati veri e propri e 288 byte per codici di correzione e rilevamento di errori. Questi codici aiutano a prevenire una corruzione dei dati che può provocare errori di esecuzione dei dati stessi.
Lo standard definito come CD-ROM Mode 2 Form 1, viene anch'esso comunemente utilizzato per l'immagazzinamento di dati per computer. Il suo utilizzo però è sconsigliato per ragioni di compatibilità.
Lo standard definito come CD-ROM Mode 2 Form 2, viene utilizzato per immagazzinare dati meno sensibili agli errori come dati audio e video. Esso suddivide i 2352 byte di un settore in 12 byte per le informazioni di sincronizzazione, 4 byte per i dati di intestazione e 2336 byte di dati veri e propri. Il Mode 2 fornisce il 14% di spazio in più per i dati rispetto al Mode 1, omettendo la correzione degli errori, in quanto un errore di lettura nella riproduzione audio o video causa solo un piccolo disturbo, spesso non percepibile dai sensi umani. I Video CD vengono classificati come Mode 2 Form 2.